# 苗栗縣苑裡鎮民代表會
苗栗縣苑裡鎮民代表會是中華民國苗栗縣苑裡鎮的最高民意機關，位於苗栗縣苑裡鎮客庄里信義路1號3樓。

## 選區劃分
苑裡鎮民代表為公民直選，劃分為3個選區，有11席名額，本屆第22屆苑裡鎮民代表任期由2022年12月25日到2026年12月24日止。各區應選市民代表人數：
- 第一選區：（6席，其中1席婦女保障名額）：苑東、苑南、苑北、西平、苑港、西勢、海岸、房裡、客庄、中正、苑坑、水坡、新復等十三個里
- 第二選區：（2席）：山腳、舊社、福田、石鎮、蕉埔、南勢等六個里
- 第三選區：（3席）：泰田、上館、玉田、社苓、山柑、田心等六個里

## 本屆代表
| 選區     | 政黨       | 姓名   | 備註       |
| -------- | ---------- | ------ | ---------- |
| 第一選區 | 無黨籍     | 洪晃琦 | 現任主席   |
| 第一選區 | 無黨籍     | 張素英 |            |
| 第一選區 | 無黨籍     | 郭汶沂 |            |
| 第一選區 | 無黨籍     | 王建鑫 |            |
| 第一選區 | 民主進步黨 | 張平奇 |            |
| 第一選區 | 無黨籍     | 呂景文 |            |
| 第二選區 | 無黨籍     | 張文財 |            |
| 第二選區 | 民主進步黨 | 江世坤 |            |
| 第三選區 | 無黨籍     | 劉國成 |            |
| 第三選區 | 無黨籍     | 陳基寶 |            |
| 第三選區 | 無黨籍     | 林俊廷 | 現任副主席 |